# Леньєр Перо
Леньєр Юніс Перо Юстіс (ісп. Lenier Eunice Peró Justiz; 24 листопада 1992) — кубинський професійний боксер, чемпіон Панамериканських ігор.
Леньєр — старший брат Дайнієра Перо, теж боксера.

## Аматорська кар'єра
На молодіжному чемпіонаті світу 2010 і на перших юнацьких Олімпійських іграх 2010 став чемпіоном в категорії до 91 кг.
На Панамериканських іграх 2011 став чемпіоном, здобувши перемоги над Стівеном Кутюром (Канада), Ямілем Перальта (Аргентина) і Хуліо Сезар Кастільйо (Еквадор).
На Панамериканських іграх 2015 став чемпіоном в категорії понад 91 кг, здобувши у фіналі перемогу над Едгаром Муньосом (Венесуела).
На чемпіонаті світу 2015 програв у першому бою Баходіру Жалолову (Узбекистан).
2015 року у складі команди «Кубинські приборкувачі» (ісп. Cuba Domadores) брав участь у Світовій серії боксу, здобувши сім перемог і зазнавши єдиної поразки від британця Джозефа Джойса.
На Олімпійських іграх 2016 переміг Гвідо Віанелло (Італія) і програв Філіпу Хрговичу (Хорватія).

## Професіональна кар'єра
Впродовж 2019—2024 років провів одинадцять переможних боя.